# Късоклюна гъска
Късоклюната гъска (Anser brachyrhynchus) е едър представител на семейство Патицови, разред Гъскоподобни. Тежи между 2,5 и 3,5 kg. Дължина на тялото 60–70 cm, размах на крилете около 130–170 im. Няма изразен полов диморфизъм. Женската е малко по-дребна от мъжкия.

## Разпространение
Разпространена в Европа, но с много ниска плътност на популацията. Среща се и в България.

## Начин на живот и хранене
Приема предимно растителна храна.

## Размножаване
Снася от 3 до 7 мръсно бели яйца. Мъти 27–28 дни, като по време на мътенето и отглеждането на малките, мъжкия се държи заедно с женската. Малките се излюпват достатъчно развити за да могат да се придвижват и хранят самостоятелно.

## Допълнителни сведения
Вписана в Червената книга на застрашените видове.